# Ироквојс Фолс (Онтарио)
Ироквојс Фолс (енгл. Iroquois Falls) је градић у Канади у покрајини Онтарио. Према резултатима пописа 2011. у граду је живело 4.595 становника.

## Становништво
Према резултатима пописа становништва из 2011. у граду је живело 4.595 становника, што је за 2,8% мање у односу на попис из 2006. када је регистровано 4.729 житеља.
| 2006. | 2011. |
| ----- | ----- |
| 4.729 | 4.595 |